# Naissance en 1017
Naissance
- 1013
- 1014
- 1015
- 1016
- 1017
- 1018
- 1019
- 1020
- 1021

Cette page dresse une liste de personnalités nées au cours de l'année 1017 :
- 28 octobre : Henri III du Saint-Empire, empereur romain germanique et duc de Souabe.

- Ahimaatz ben Paltiel, poète liturgique juif italien.
- Béatrice de Bar, marquise de Toscane, puis duchesse de Basse-Lotharingie.
- Zhou Dunyi, philosophe et cosmologue.
- Florent Ier de Frise occidentale, comte en Frise Occidentale.
- Ramanuja, mystique, philosophe et théologien de l’Inde.
- Vikramabahu (en), prince de Ruhuna, roi du Sri Lanka.

## Crédit d'auteurs
- Cet article est partiellement ou en totalité issu de l'article intitulé « 1017 » (voir la liste des auteurs).